# Медитеранска сеизмичка област
Медитеранска сеимзичка област једна је од две области на Земљиној површини у којој су трусни потреси чести. Ове две области пружају се у виду два релативно узана појаса.
Насупрот сеизмичких стоје асеизмичке области. Оне захватају највећи део Земљине површине и те области су поштеђене трусова.
Сеизмички активне области, као и вулканске, поклапају се са правцем пружања лабилних зона у Земљиној кори. Највећи број земљотреса углавном се јавља у областима најмлађих орогених покрета издизања планина. Медитерански појас поклапа се са Средоземном зоном веначних планина.
Медитерански појас простире се од Канарских острва на западу до Сундских острва на истоку и обухвата Средоземно море, северну Африку и Малу Азију, Кавказ, Иран, велики део средње Азије, Хиндукуш, Квен Лун и Хималаје. У овом појасу јавља се 30% свих земљотреса на Земљиној површини.